# Jean Laroyenne
Jean Laroyenne   (segon districte de Lió, 6 de març de 1930 - segon districte de Lió, 13 de febrer de 2009) fou un tirador d'esgrima francès, especialista en sabre, que va competir durant la dècada de 1950.
El 1952 va prendre part en els Jocs Olímpics d'Estiu de Hèlsinki, on guanyà la medalla de bronze en la competició de sabre per equips del programa d'esgrima.